# Medal of Honor: Heroes
Medal of Honor: Heroes é um jogo eletrônico de tiro em primeira pessoa exclusivamente para PlayStation Portable (PSP). Foi lançado em 20 de outubro de 2006 nos Estados Unidos.

## Jogabilidade
São ao todo 15 missões em que há um objetivo principal específico e diversos outros secundários. O jogador acompanha a história de três soldados (nos quais já foram vistos em outros títulos de Medal of Honor), dentre eles estão:
- Sargento John Baker: Atua em missões na Itália.
- Tenente Jimmy Patterson: Atua em missões nos Países Baixos.
- Tenente William Holt: Atua em missões na Bélgica.

O esquema de controles é adaptado ao console, com o jogador movimentando a partir dos direcionais e ajustando a mira com os botões de ação. Os outros botões têm diversas funções com recarregar e trocar de arma, abaixar e usar o kit de medicamentos. As opções Multiplayer suportam 8 jogadores em uma rede e 32 jogadores online.